# 88P/Howell
La comète Howell, officiellement 88P/Howell, est une comète périodique du système solaire, découverte le 29 août 1981 par Ellen Suzanne Howell à l'observatoire du Mont Palomar en Californie.